# 戴河镇
戴河镇，是中华人民共和国河北省秦皇岛市北戴河区下辖的一个镇。

## 行政区划
戴河镇下辖以下地区：
车站社区、五七一一厂北戴河分厂社区、杨各庄村、古城村、太平庄村、西坨头村、东坨头村、费石庄村、乔庄村、拔道洼村、车站村、北戴河村、朱庄村、苏庄村、蔡各庄村、谢李庄村、甘各庄村、崔各庄村、小薄荷寨村和大薄荷寨村。